# Rieder (Weitnau)
Rieder (mundartlich: Riədr) ist ein Gemeindeteil der Marktgemeinde Weitnau im bayerisch-schwäbischen Landkreis Oberallgäu.

## Geographie
Die Einöde liegt circa zwei Kilometer südöstlich des Hauptorts Weitnau.

## Ortsname
Der Ortsname stammt vom neuhochdeutschen Wort Ried für Rohrpflanze, Rohrstaude; Röhricht; Sumpfgrund, Moorboden und bedeutet somit (Siedlung im) Sumpfgebiet.

## Geschichte
Rieder wurde erstmals urkundlich im Jahr 1773 als in (den) Riederen  erwähnt. 1808 wurden drei Anwesen im Ort gezählt.